# Vostok 5
Vostok 5 (rus: Восток-5, Orient 5 o Est 5) va ser una missió del programa espacial soviètica juntament amb la missió Vostok 6; igual que amb les dues missions anteriors del Vostok 3 i Vostok 4 permetent a les dues naus espacials Vostok s'acostessin una de l'altra en òrbita i establir contacte per ràdio.
El cosmonauta Valeri Bikovski va ser destinant originalment a mantenir-se en òrbita durant vuit dies, però els detalls de la missió van canviar-se moltes vegades a causa dels nivells elevats de l'activitat d'erupcions solar d'aleshores i finalment va ser enviat de tornada després de cinc dies. Aquest segueix sent el rècord de vol tripulat en solitari en òrbita terrestre.
Es va informar d'un problema amb el sistema de recollida de residus que provocava condicions "desagradables" dins la càpsula. L'única altra dificultat trobada era que, com en el Vostok 1 i Vostok 2, el mòdul de reentrada no es va separar de manera correcta del mòdul de servei en el moment que Bikovski tornava a la Terra.
Les coordenades d'aterratge del Vostok 5 foren 53° 23′ 52″ N, 67° 36′ 18″ E / 53.39777°N,67.60500°E, 2 km al nord-oest de Karatal, Kazakhstan del Nord, Kazakhstan; i 550 km al nord-oest de Karagandy, Kazakhstan. En el lloc de l'aterratge hi ha un petit parc tancat amb dos monuments. Un monument és un rectangle de plata de 10 metres d'altura amb una petita fita de pedra prop enumerant la data de l'aterratge. El segon monument és una estructura de pedra de color sorra en forma de L. Una pota de la "L" és una plataforma d'observació amb escales per arribar-hi. L'altra pota de la "L" té un mural de temàtica espacial tallat a la cara de pedra. El mural representa un astronauta surant en un vestit espacial envoltat d'estrelles, telescopis, els planetes i el Sol.
La càpsula de reentrada està en exhibició al Museu Tsiolkovski a Kaluga.

## Tripulació
| Posició | Cosmonauta                          | Cosmonauta                          |
| ------- | ----------------------------------- | ----------------------------------- |
| Pilot   | Valeri Bikovski Primer vol espacial | Valeri Bikovski Primer vol espacial |

### Tripulació de reserva
| Posició | Cosmonauta    | Cosmonauta    |
| ------- | ------------- | ------------- |
| Pilot   | Borís Volínov | Borís Volínov |

| Posició | Cosmonauta    | Cosmonauta    |
| ------- | ------------- | ------------- |
| Pilot   | Alexei Leonov | Alexei Leonov |

## Paràmetres de la missió
- Massa 4720 kg
- Apogeu: 235 km
- Perigeu: 181 km
- Inclinació: 64,9°
- Període: 88,4 minuts